# Fono
Un fono (dal greco φωνή phōnḕ [pʰɔːnɛɛ̯́],  "suono", "voce") è un suono linguistico, ossia un suono del linguaggio umano, prodotto dall'apparato fonatorio. I foni, che fanno riferimento, appunto, solo a suoni (e non a lettere), sono rappresentati nello scritto per mezzo delle trascrizioni fonetiche, che sono sempre scritte tra parentesi quadre ( [ ] ). Il sistema di scrittura più diffuso usato per le trascrizioni fonetiche è l'Alfabeto fonetico internazionale.
I foni sono studiati dalla fonetica nelle loro caratteristiche articolatorie (nella fonetica articolatoria) e acustico-percettive (nella fonetica acustica). Secondo l'analisi articolatoria, un fono è una successione di movimenti muscolari dell'apparato fonatorio, atti a produrre delle onde sonore. Queste onde sonore sono considerate la controparte acustica dei foni.
I foni possono essere distinti in due macroclassi, secondo criteri puramente articolatori e acustici: la classe dei vocoidi, che comprende tutti i foni con articolazione aperta, sonorità intrinseca e assenza di frizione; e quella dei contoidi, che include i foni che non posseggono le caratteristiche dei vocoidi.